# Henrietta Churchill, Công tước thứ 2 xứ Marlborough
Henrietta Churchill, Công tước thứ 2 xứ Marlborough (19 tháng 7 năm 1681 – 24 tháng 10 năm 1733) là con gái của John Churchill, Công tước thứ 1 xứ Marlborough và Sarah Jennings. Henrietta cũng từng đảm nhận vị trí Lady of the Bedchamber cho Anne I của Anh từ năm 1702 đến năm 1712.

## Thân thế

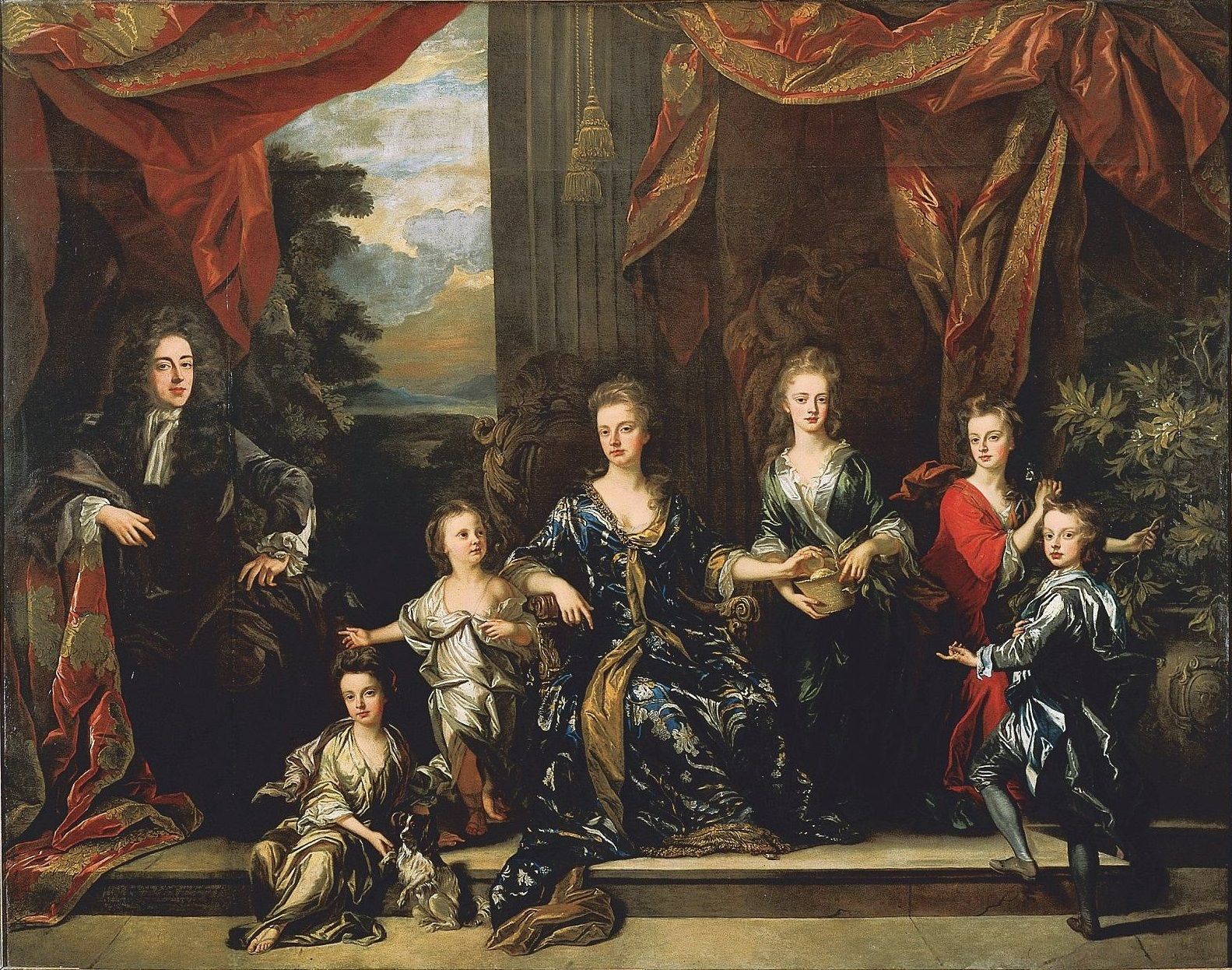
Gia đình của John Churchill, Công tước thứ 1 xứ Marlborough. Từ trái qua phải: Công tước xứ Marlborough, Elizabeth, Mary, Sarah Jennings, Công tước phu nhân xứ Marlborough, Henrietta, Anne và John.

Henrietta Churchill sinh ngày 19 tháng 7 năm 1681, là con gái thứ hai của John Churchill, Công tước thứ 1 xứ Marlborough và Sarah Jennings. Ngày 29 tháng 7 năm 1681, Henrietta được rửa tội ở Nhà thờ St Martin-in-the-Fields, với mẹ đỡ đầu là bà ngoại là Frances Thornhurst và bác gái bên ngoại là Frances Jennings, Bá tước phu nhân xứ Tyrconnell. John Churchill, Công tước thứ 1 xứ Marlborough cũng có mặt tại lễ rửa tội của con gái. Henrietta có một người chị gái tên là Harriot, thế nhưng Harriot đã qua đời khi chỉ được khoảng hai tháng tuổi. Henrietta còn có năm người em khác, lần lượt là Anne, John, Elizabeth, Mary và Charles. Khi còn bé, Henrietta và em gái Anne được chăm sóc bởi Anne Digby, Bá tước phu nhân xứ Sunderland (sau là mẹ chồng của em gái Anne) khi Sarah phải thực hiện nghĩa vụ ở triều đình. Henrietta được gọi thân mật là Harriet và được tiếp nhận nền giáo dục tại nhà dưới sự giám sát của mẹ. Khi lớn lên, Henrietta được mô tả là một người phụ nữ xinh đẹp và được nhận định là người phụ nữ quyến rũ và thích buông lời tán tỉnh.
Ngày 21 tháng 12 năm 1682, Henrietta được gọi là Henrietta Churchill Danh dự sau khi cha được phong làm Lãnh chúa Quốc hội Scotland năm 1682. Ngày 9 tháng 4 năm 1689, cha của Henrietta được tấn phong làm Bá tước xứ Marlborough, do đó Henrietta được gọi là Lady Henrietta Churchill, ứng với địa vị dành cho con gái Bá tước Anh.

## Hôn nhân
Ngày 28 tháng 4 năm 1698, Henrietta kết hôn với Francis Godolphin. Francis là một chàng trai trẻ quyến rũ và Henrietta rất yêu Francis. Henrietta kể từ đó được gọi là Phu nhân Henrietta Godolphin. Cha của Francis, Sydney Godolphin là một người bạn của cha mẹ Henrietta. Henrietta nhận được khoảng hồi môn trị giá 5.000 bảng Anh từ cha mẹ. Vương nữ Anne, một người bạn thân của gia đình Marlborough, cũng cấp cho Henrietta khoảng hồi môn có trị giá tương đương. Thực chất, Anne đề nghị một khoản tiền 10.000 bảng Anh, nhưng Sarah đã từ chối và chỉ chấp nhận một nửa khoản tiền được đề xuất. Sau này Vương nữ Anne cũng tặng cho em gái Henrietta, Anne Churchill, khoản hồi môn 5.000 bảng Anh. Ngày 29 tháng 12 năm 1706, bố chồng Henrietta được phong làm Bá tước xứ Godolphin, Francis và Henrietta do đó được gọi với tước hiệu nhã xưng là Tử tước và Tử tước phu nhân Riaton.
Sau khi mẹ chồng, Margaret Blagge qua đời, vì cha chồng không tái hôn nên Henrietta đảm nhận vai trò của một nữ chủ nhân của nhà Godolphin. Sau khi sinh non con trai William, Henrietta đã nhờ một người hầu thông báo cho chồng biết chuyện con trai ra đời: "Đi mà nói với tên ngốc đó là hắn đã có người thừa kế!" Francis là người tẻ nhạt nhưng tốt bụng đối với vợ, có sở thích là lai giống ngựa (Francis đã lai giống ra con ngựa Godolphin Arabian trứ danh), trong khi đó Henrietta ưa thích những vũ điệu đồng quê, giải trí cũng những nhà thơ và nhà viết kịch ở Dinh thự Godolphin.
2 giờ sáng ngày 15 tháng 9 năm 1712, Sidney Godolphin, Bá tước thứ 1 xứ Godolphin qua đời ở Dinh thự của nhà Marlborough ở St Albans. Francis kế vị cha trở thành Bá tước thứ 2 xứ Godolphin, Henrietta vì thế trở thành Bá tước phu nhân xứ Godolphin.

## Nữ Công tước xứ Marlborough
Thông qua một đạo luật của quốc hội Anh ngày 21 tháng 6 năm 1706 cho phép các con gái của Công tước thứ 1 xứ Marlborough kế thừa các tước vị Anh của ông. Sau khi ngài Công tước qua đời vào ngày 16 tháng 7 năm 1722, Bá tước phu nhân Godolphin trở thành Nữ Công tước xứ Marlborough.
Với cương vị là Nữ Công tước, Henrietta được cho là sở hữu một khoản thu nhập hàng năm là 40.000 bảng Anh. Nhưng trên thực tế, khoản thu nhập của Henrietta bị cắt giảm đáng kể do di nguyện của cha, vị Công tước tiền nhiệm. John Churchill đã chỉ định bảy người ủy thác để đầu tư cho tài sản của mình để lại nhằm đảm bảo lợi ích của thân tín. Người được hưởng lợi nhất là mẹ của Henrietta, bà Thái Công Sarah với khoản thu nhập hằng năm là 20.000 bảng Anh và được sống tại Cung điện Blenheim, Oxfordshire một dinh thự thuộc quyền sở hữu của Công tước, trong suốt cuộc đời mình. Dù vậy, Henrietta bấy giờ đã đủ khả năng chi tiêu mạnh tay hơn cho mục đích bảo trợ nghệ thuật của mình.

## Đời sống cá nhân

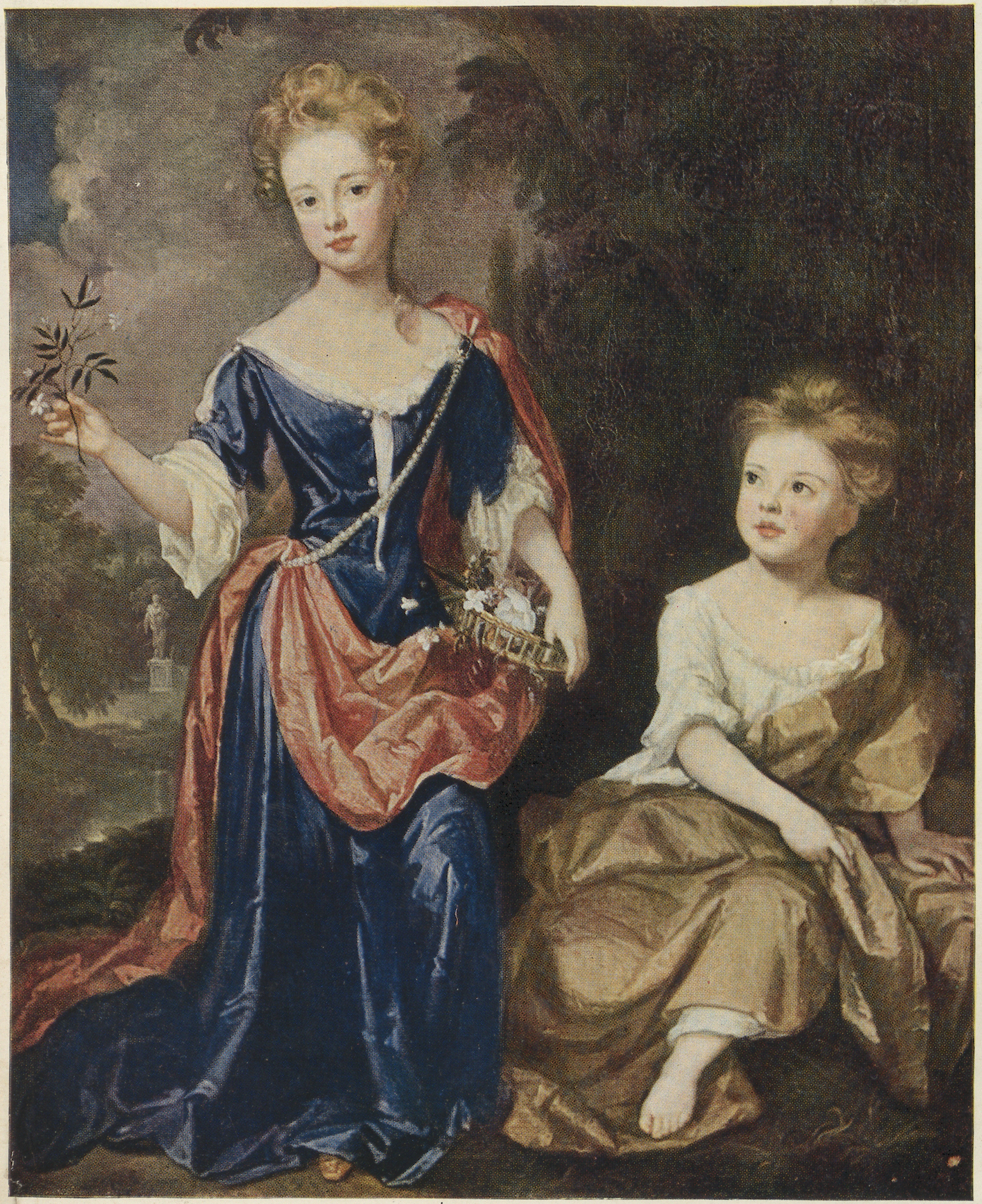
Henrietta Churchill và em gái Anne Churchill.

Tính cách của Henrietta là một điều khiến cha mẹ phật lòng. Trong khi hai người em Anne và Elizabeth là những cô con gái cưng của Sarah, thì Henrietta và Mary thì có mối quan hệ xa cách với mẹ. Thế nhưng, Henrietta được nhìn nhận là được thừa hưởng phần nào tính khí nóng nảy cũng như ngoại hình từ mẹ.

### Mối quan hệ với mẹ
Dường như thuở thiếu thời là khoảng thời gian hạnh phúc nhất của Henrietta. Henrietta có trái tim ấm áp, bốc đồng, lãng mạn tự hào rằng bản thân có thể chia sẻ cùng mẹ khi những người em thì không.  Khi còn bé, trong một lần cha viết thư gửi mẹ, Henrietta đã nhờ cha gửi lời chào đến "người mẹ dấu yêu" và trong lá thư John, cha của Henrietta, gửi cho vợ, Henrietta đã thêm một dòng chữ rằng: "Một nụ hôn trên tay mẹ, mẹ yêu của con – Harriet."  Trong những năm đầu của cuộc hôn nhân, Henrietta và chồng sống cùng bà Công tước tại St James và St Albans theo ý nguyện của Sarah "như những người chị em". Thế nhưng mối quan hệ giữa hai mẹ con dần thay đổi khi vợ chồng Henrietta chuyển đến Dinh thự của nhà Godolphin. Dưới sự yêu thương và nuông chiều của cha chồng, Henrietta dần có tính độc lập hơn và bắt đầu có những người bạn của riêng mình, trong đó có Phu nhân Fitzhardinge và Phu nhân Sandwich, những người mà Sarah coi là không phù hợp với con gái và tệ hơn cả là mối quan hệ giữa Henrietta và các nhà văn, trong đó có người tình tương lai William Congreve. Sarah đã nhờ con rể Francis gửi cho con gái một bức thư khiển trách. Những yêu cầu mà Sarah đưa ra dần vượt xa khỏi những gì mà một người mẹ có thể yêu cầu từ một cô con gái đã kết hôn. Sarah thậm chí còn cấm Henrietta tham gia một điệu nhảy vô hại mà Nữ vương Anne I thường tổ chức tại Windsor dành cho các triều thần trẻ tuổi của mình. Trong cơn tuyệt vọng, Henrietta đã khẩn cầu Sarah hãy nhớ rằng "mẹ cũng đã từng trong độ tuổi của con." Chính sự việc này đã bắt đầu tạo nên vết nứt trong mối quan hệ giữa Henrietta và mẹ, cũng như là thái độ lạnh lùng của Henrietta dành cho Sarah sau này. Henrietta thậm chí sẵn sàng kết thân với người cô Arabella Churchill chỉ để chọc tức mẹ.
Mùa xuân năm 1715, Sarah lâm bệnh nặng. Dù đau ốm, Sarah vẫn có những cuộc cãi vã với hai con gái Henrietta và Mary vì Sarah lúc này cần những cử chỉ tình cảm nhưng bị hai con khước từ, đơn cử như khi Sarah cố gắng ôm lấy Henrietta, "cầu xin con bé vẫn yêu thương tôi, nhưng những gì tôi nhận lại chỉ là cái siết tay của con bé khi rời đi."
Năm 1721, khi sức khỏe của John suy yếu, cứ cách khoảng mười ngày, Henrietta và em gái Mary Churchill, Công tước phu nhân xứ Montagu sẽ đến thăm cha, nhưng cả hai chị em đều lờ đi mẹ của mình, thậm chí còn chẳng cố gắng hòa giải với mẹ. Sau khi John qua đời, Sarah rất cần sự an ủi, tuy nhiên Henrietta và Mary lại xa lánh mẹ và hành xử như "như những kẻ thù sẽ kể cho những người khác việc tôi đã làm một cách sai trái..." Theo một số nguồn tin, mối quan hệ giữa Henrietta và mẹ, Sarah Jennings không bao giờ được hòa giải. Em gái lớn của Henrietta, Anne thường phải đứng ra xoa dịu mâu thuẫn giữa mẹ và hai người chị em Henrietta và Mary.

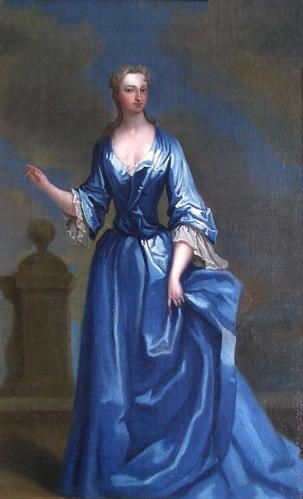
Henrietta Churchill, Nữ Công tước thứ 2 xứ Marlborough.

Có 40 bức thư Henrietta gửi mẹ được lưu trữ tại Cung điện Blenheim, phần lớn trong số chúng không được ghi rõ ngày tháng và vài trong số chúng còn không có chữ ký. Có khả năng những bức thư thể hiện rõ tính cách của Henrietta nhất đã bị Sarah tiêu hủy với tâm thế như khi Sarah đã hòa giải được với con gái út Mary trong một khoảng thời gian ngắn: Sarah đã cho đốt "hết tất cả những lá thư cũ mà tôi sẽ không nhìn lại nữa mà nhớ rằng con bé (Mary) đã tệ với tôi như thế nào" và chỉ những bức thư với lời lẽ tử tế nhất được giữ lại. Dù vậy, thông qua những bức thư, mối quan hệ giữa Henrietta và mẹ có thể chia làm ba giai đoạn khác nhau. Giai đoạn đầu tiên (1692 – 1701), tức là từ khi Henrietta còn bé cho đến những năm đầu của cuộc hôn nhân. Những bức thư trong giai đoạn này cho thấy Henrietta vô cùng yêu mẹ. Giai đoạn thứ hai (1701 – 1716), lúc này sự căng thẳng trong mối quan hệ giữa hai mẹ con đã xuất hiện và ngày càng trở nên trầm trọng hơn. Giai đoạn thứ ba (1721 – 1732), quan hệ giữa Henrietta và mẹ trở nên vô cùng tồi tệ. Có thể trong những năm cuối đời, Henrietta đã dừng việc trao đổi thư từ với mẹ.

### Mối quan hệ tình cảm với William Congreve
Việc kế vị tước hiệu của cha đã mang lại cho Henrietta nhiều tự do hơn để duy trì mối quan hệ với người tình William Congreve. Henrietta và William gặp nhau lần đầu vào năm 1703. Không rõ Henrietta và William bắt đầu mối quan hệ tình ái từ khi nào, nhưng mối quan hệ của hai người được chồng của Henrietta chấp nhận, nhưng lại góp phần khiến mối quan hệ mẹ con của Henrietta và Sarah trở nên tồi tệ hơn. Ngày 23 tháng 11 năm 1723, ở độ tuổi 42, hai mươi năm kể từ lần cuối sinh con, Nữ Công tước đã hạ sinh một con gái và đặt tên là Mary. Đứa trẻ được chồng Henrietta, ngài Bá tước xứ Godolphin thừa nhận, nhưng không loại trừ khả năng Mary thực chất là con gái của Henrietta và người tình. Sarah đã gọi cháu ngoại là Moll Congreve và coi cháu gái là một đòn giáng mạnh đến uy tín của gia đình từ Henrietta. Sự ra đời của Mary cũng khiến con trai Willigo của Nữ Công tước bất mãn. Tuy nhiên sau này Mary đã được Sarah chấp nhận và được yêu thương bởi ngài Bá tước và chị gái lớn Henrietta Godolphin.
Ngày 19 tháng 1 năm 1729, người tình của Henrietta, nhà viết kịch William Congreve qua đời do nội thương trong một lần xe ngựa chở William bị lệch bởi vách đá ở Bath. William đã để lại cho Henrietta một khoản tiền trị giá 10.000 bảng Anh. Thế nhưng về cơ bản Henrietta không cần số tiền đó mà thay vào đó, Henrietta sử dụng một phần để chôn cất William một cách trang trọng ở Tu viện Westminster. Henrietta sau đó dùng số tiền thừa còn lại để mua một chiếc vòng cổ kim cương lộng lẫy để vinh danh nhà viết kịch quá cố. Có tin đồn rằng Henrietta có đặt một bức tượng bằng ngà được khắc theo người tình trên bàn ăn tối để nói chuyện, và một bức tượng khác trong phòng ngủ. Khi Sarah đọc bài tưởng nhớ mà Henrietta viết cho William tại Tu viện Westminster, bà Thái Công tước đã chua ngoa nói rằng: "Tôi không biết con gái tôi có được miền vui thú gì khi ở bên hắn ta (William Congreve), nhưng tôi chắc chắn rằng chẳng đáng tự hào gì."

## Con cái

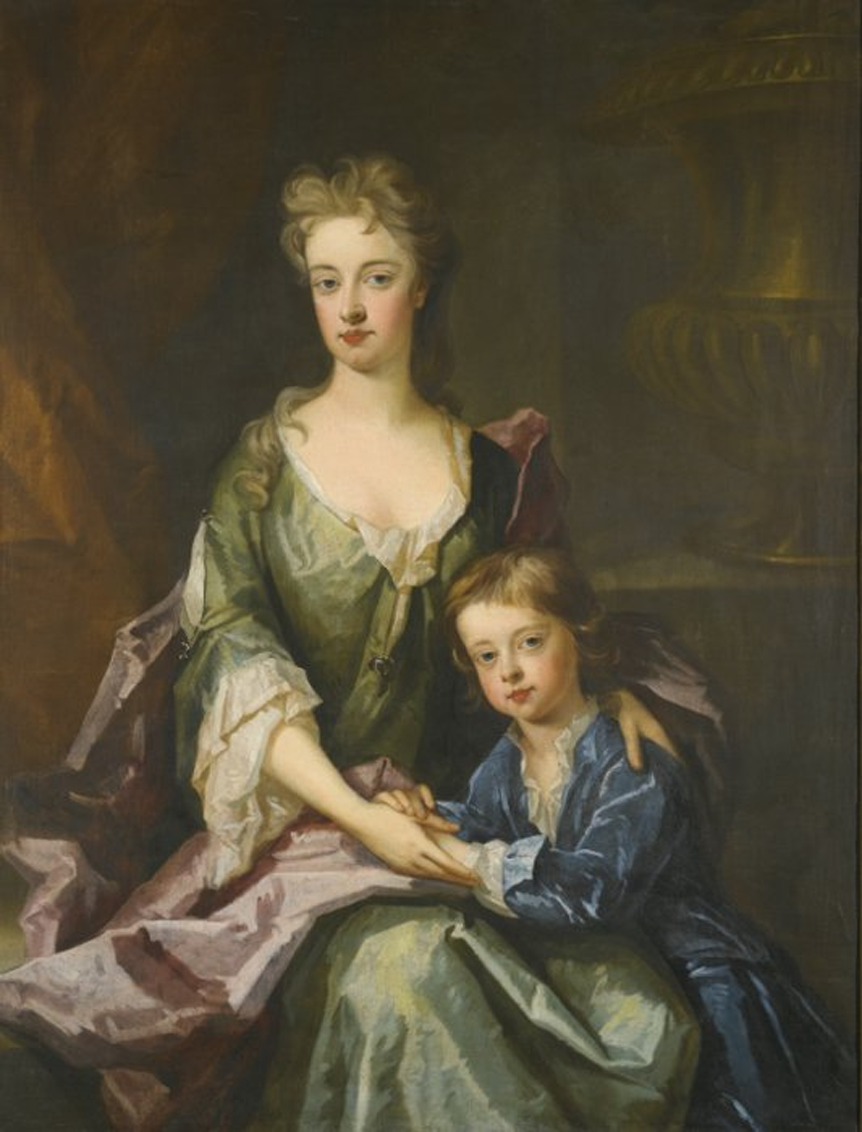
Henrietta Churchill, Công tước thứ 2 xứ Marlborough và con trai William Godolphin.

Henrietta và chồng có với nhau năm người con:
- William Godolphin, Hầu tước xứ Blandford (khoảng 1700–1731), thường được gọi là Willigo,[10] kết hôn với Maria Catherina de Jong, không có hậu duệ.[11][5][43]
- Henry Godolphin (sinh khoảng 1700).[10]
- Henrietta Godolphin (1701–1776), được gọi là Harriet,[10] kết hôn với Công tước thứ 1 xứ Newcastle, không có hậu duệ.[44][45][46]
- Margaret Godolphin (sinh khoảng 1703).[10]
- Mary Godolphin (1723–1764), kết hôn với Thomas Osborne, Công tước thứ 4 xứ Leeds và có hậu duệ. Cuộc hôn nhân của Mary Godolphin được dàn xếp bởi chị gái Henrietta Godolphin và hai vợ chồng được Henrietta hộ tống đến Yorkshire để tận hưởng tuần trăng mật.[47] Có thông tin cho rằng Mary Godolphin trên thực tế không phải là con gái của Bá tước thứ 2 xứ Godolphin, mà là con gái của nhà viết kịch William Congreve và Henrietta Churchill.[48][10][46][49]

## Qua đời
Đầu năm 1733, Henrietta phát bệnh và tình trạng ngày càng trở nên tệ hơn. Khi nghe tin con gái sắp không qua khỏi, Sarah đã ngỏ ý sẵn sàng gặp con gái nếu Henrietta muốn, thế nhưng Henrietta tuyên bố rằng mình không có tâm trạng gặp gỡ ai. Cho tới lúc lâm chung, Henrietta vẫn không muốn gặp mẹ. Trong khoảng thời gian Nữ Công tước bị dày vò bởi bệnh tật, Francis thường viết thư cho con gái lớn Henrietta Godolphin về tình trạng của vợ, cho biết rằng Henrietta bị phù thũng ở chân tay, ngày càng yếu hơn và các bác sĩ nói rằng Henrietta sẽ không hồi phục. Sau chuyến thăm cuối cùng của con gái lớn, Francis viết thư gửi con rằng:
| “ | Things here, my dear, continue just the same as when you left this place; your poor Mama seems not to suffer near so much as she did o' Sunday to Monday, not even at such times as she appears fully awake; at those times she makes pertinent and sensible answers to what the Doctors say to her. | ” |

| “ | Mọi thứ ở đây, con yêu dấu, vẫn như lúc con rời khỏi nhà; người mẹ tội nghiệp của con dường như không quá khốn khổ như hồi Chủ nhật và Thứ hai vừa qua, thậm chí không như những lúc mẹ con hoàn toàn tỉnh táo, khi mẹ con có thể đưa ra những câu trả lời hợp lý đối với câu hỏi của các bác sĩ. | ” |

Trước lúc sắp không qua khỏi, Henrietta được nhận của ăn đàng, Francis đã gửi lời chúc vợ ngủ ngon: "Cầu Chúa cho em một đêm ngon giấc, vợ dấu yêu." Ngày 24 tháng 10 năm 1733, Henrietta qua đời tại Harrow, Middlesex, thọ 52 tuổi. Mẹ của Henrietta, bà Thái Công tước xứ Marlborough đã viết thư cho cháu gái Diana Spencer, Công tước phu nhân xứ Bedford, con gái của Anne Churchill, Bá tước phu nhân xứ Sunderland, người con thứ ba của Sarah rằng:
| “ | You have judged very right in thinking that ... I should feel much more than I imagined formerly I could ever do... She had many good things in her, with some oddnesses,' but she was "a cruel daughter and mother". | ” |

| “ | Con đã nhìn nhận đúng khi nghĩ rằng... Bà nên cảm nhận được nhiều hơn so với những gì đã tưởng tượng... Bác của con có rất nhiều điểm tốt, cùng với một số điểm kì quặc, nhưng con bé là "một người con gái cũng như là một người mẹ tàn nhẫn." | ” |

Thế nhưng, như hai người con gái Henrietta và Mary Godolphin, cũng như những người thân thiết với Nữ Công tước, Sarah cũng vô cùng đau khổ trước cái chết của con gái và bày tỏ với cháu gái Diana rằng "mọi chuyện sẽ tốt đẹp hơn nếu bác con (Henrietta Churchill) sống với bà và yêu thương bà nhiều như con bé đã từng."
Thể theo di nguyện của Henrietta, Nữ Công tước quá cố được chôn cất vào ngày 9 tháng 11 năm 1733 tại Tu viện Westminster, trong mộ của bố chồng và cũng rất gần mộ phần của William Congreve, tuyệt nhiên không được chôn cất ở Blenheim, nơi Nữ Công tước chưa từng sinh sống. Thể theo di chúc ngày 11 tháng 7 năm 1732, được chứng thực bào ngày 19 tháng 5 năm 1736 của Henrietta, cô con gái út Mary được hưởng khoản tiền do William Congreve để lại (7.000 bảng Anh trong số đó được dùng để mua vòng cổ và hoa tai kim cương) cùng với phần lớn tài sản của Henrietta. Di chúc của Henrietta, cũng như trước đó là William Congreve, được thi hành bởi ngài Bá tước Francis, chồng của Henrietta. Tước hiệu của Henrietta được kế thừa bởi cháu trai gọi bác là Charles Spencer, Bá tước thứ 5 xứ Sunderland, con trai của em gái Anne Churchill.

## Tước hiệu và nhã xưng
- 19 tháng 7 năm 1681 – 21 tháng 12 năm 1682: Henrietta Churchill
- 21 tháng 12 năm 1682 – 9 tháng 4 năm 1789: The Honourable Henrietta Churchill (Henrietta Churchill Danh dự)
- 9 tháng 4 năm 1689 – 28 tháng 4 năm 1698: Lady Henrietta Churchill (Công nương Henrietta Churchill)
- 28 tháng 4 năm 1698 – 29 tháng 12 năm 1706: Lady Henrietta Godolphin (Phu nhân Henrietta Godolphin)
- 29 tháng 12 năm 1706 – 15 tháng 9 năm 1712: Viscountess Riaton (Tử tước phu nhân Riaton)
- 15 tháng 9 năm 1712 – 24 tháng 10 năm 1733: The Right Honourable The Countess of Godolphin (Quý bà rất đáng kính Bá tước phu nhân xứ Godolphin)
- 16 tháng 7 năm 1722 – 24 tháng 10 năm 1733: Her Grace The Duchess of Marlborough (Đức bà Nữ Công tước xứ Marlborough)

## Tổ tiên
| \| \| \| \| \| \| \| \| \| \| \| \| \| \| 16. Jasper Churchill \| \| \| \| \| \| \| \| \| \| \| \| \| \| \| \| \| \| \| \| \| \| \| \| \| \| \| \| \| \| \| \| \| \| \| \| \| \| \| \| \| \| \| \| \| \| \| \| \| \| \| \| \| \| \| \| \| \| \| \| 8. John Churchill \| \| \| \| \| \| \| \| \| \| \| \| \| \| \| \| \| \| \| \| \| \| \| \| \| \| \| \| \| \| \| \| \| \| \| \| \| \| \| \| \| \| \| \| \| \| \| \| \| \| \| \| \| \| \| \| \| \| \| \| \| \| \| \| \| \| \| \| \| \| \| \| 17. Elizabeth Chaplet \| \| \| \| \| \| \| \| \| \| \| \| \| \| \| \| \| \| \| \| \| \| \| \| \| \| \| \| \| \| \| \| \| \| \| \| \| \| \| \| \| \| \| \| \| \| \| \| \| \| \| \| \| \| \| \| \| \| \| \| \| \| \| \| \| \| \| \| \| \| \| \| 4. Winston Churchill \| \| \| \| \| \| \| \| \| \| \| \| \| \| \| \| \| \| \| \| \| \| \| \| \| \| \| \| \| \| \| \| \| \| \| \| \| \| \| \| \| \| \| \| \| \| \| \| \| \| \| \| \| \| \| \| \| \| \| \| \| \| \| \| \| \| \| \| \| \| \| \| 18. \| \| \| \| \| \| \| \| \| \| \| \| \| \| \| \| \| \| \| \| \| \| \| \| \| \| \| \| \| \| \| \| \| \| \| \| \| \| \| \| \| \| \| \| \| \| \| \| \| \| \| \| \| \| \| \| \| \| \| \| \| \| \| \| \| \| \| \| \| \| \| \| 9. Sarah Winston \| \| \| \| \| \| \| \| \| \| \| \| \| \| \| \| \| \| \| \| \| \| \| \| \| \| \| \| \| \| \| \| \| \| \| \| \| \| \| \| \| \| \| \| \| \| \| \| \| \| \| \| \| \| \| \| \| \| \| \| \| \| \| \| \| \| \| \| \| \| \| \| 19. \| \| \| \| \| \| \| \| \| \| \| \| \| \| \| \| \| \| \| \| \| \| \| \| \| \| \| \| \| \| \| \| \| \| \| \| \| \| \| \| \| \| \| \| \| \| \| \| \| \| \| \| \| \| \| \| \| \| \| \| \| \| \| \| \| \| \| \| \| \| \| \| 2. John Churchill, Công tước thứ 1 xứ Marlborough \| \| \| \| \| \| \| \| \| \| \| \| \| \| \| \| \| \| \| \| \| \| \| \| \| \| \| \| \| \| \| \| \| \| \| \| \| \| \| \| \| \| \| \| \| \| \| \| \| \| \| \| \| \| \| \| \| \| \| \| \| \| \| \| \| \| \| \| \| \| \| \| 20. \| \| \| \| \| \| \| \| \| \| \| \| \| \| \| \| \| \| \| \| \| \| \| \| \| \| \| \| \| \| \| \| \| \| \| \| \| \| \| \| \| \| \| \| \| \| \| \| \| \| \| \| \| \| \| \| \| \| \| \| \| \| \| \| \| \| \| \| \| \| \| \| 10. \| \| \| \| \| \| \| \| \| \| \| \| \| \| \| \| \| \| \| \| \| \| \| \| \| \| \| \| \| \| \| \| \| \| \| \| \| \| \| \| \| \| \| \| \| \| \| \| \| \| \| \| \| \| \| \| \| \| \| \| \| \| \| \| \| \| \| \| \| \| \| \| 21. \| \| \| \| \| \| \| \| \| \| \| \| \| \| \| \| \| \| \| \| \| \| \| \| \| \| \| \| \| \| \| \| \| \| \| \| \| \| \| \| \| \| \| \| \| \| \| \| \| \| \| \| \| \| \| \| \| \| \| \| \| \| \| \| \| \| \| \| \| \| \| \| 5. Elizabeth Drake \| \| \| \| \| \| \| \| \| \| \| \| \| \| \| \| \| \| \| \| \| \| \| \| \| \| \| \| \| \| \| \| \| \| \| \| \| \| \| \| \| \| \| \| \| \| \| \| \| \| \| \| \| \| \| \| \| \| \| \| \| \| \| \| \| \| \| \| \| \| \| \| 22. \| \| \| \| \| \| \| \| \| \| \| \| \| \| \| \| \| \| \| \| \| \| \| \| \| \| \| \| \| \| \| \| \| \| \| \| \| \| \| \| \| \| \| \| \| \| \| \| \| \| \| \| \| \| \| \| \| \| \| \| \| \| \| \| \| \| \| \| \| \| \| \| 11. \| \| \| \| \| \| \| \| \| \| \| \| \| \| \| \| \| \| \| \| \| \| \| \| \| \| \| \| \| \| \| \| \| \| \| \| \| \| \| \| \| \| \| \| \| \| \| \| \| \| \| \| \| \| \| \| \| \| \| \| \| \| \| \| \| \| \| \| \| \| \| \| 23. \| \| \| \| \| \| \| \| \| \| \| \| \| \| \| \| \| \| \| \| \| \| \| \| \| \| \| \| \| \| \| \| \| \| \| \| \| \| \| \| \| \| \| \| \| \| \| \| \| \| \| \| \| \| \| \| \| \| \| \| \| \| \| \| \| \| \| \| \| \| \| \| 1. Henrietta Churchill \| \| \| \| \| \| \| \| \| \| \| \| \| \| \| \| \| \| \| \| \| \| \| \| \| \| \| \| \| \| \| \| \| \| \| \| \| \| \| \| \| \| \| \| \| \| \| \| \| \| \| \| \| \| \| \| \| \| \| \| \| \| \| \| \| \| \| \| \| \| \| \| 24. John Jennings \| \| \| \| \| \| \| \| \| \| \| \| \| \| \| \| \| \| \| \| \| \| \| \| \| \| \| \| \| \| \| \| \| \| \| \| \| \| \| \| \| \| \| \| \| \| \| \| \| \| \| \| \| \| \| \| \| \| \| \| \| \| \| \| \| \| \| \| \| \| \| \| 12. John Jennings \| \| \| \| \| \| \| \| \| \| \| \| \| \| \| \| \| \| \| \| \| \| \| \| \| \| \| \| \| \| \| \| \| \| \| \| \| \| \| \| \| \| \| \| \| \| \| \| \| \| \| \| \| \| \| \| \| \| \| \| \| \| \| \| \| \| \| \| \| \| \| \| 25. Anne Brouncker \| \| \| \| \| \| \| \| \| \| \| \| \| \| \| \| \| \| \| \| \| \| \| \| \| \| \| \| \| \| \| \| \| \| \| \| \| \| \| \| \| \| \| \| \| \| \| \| \| \| \| \| \| \| \| \| \| \| \| \| \| \| \| \| \| \| \| \| \| \| \| \| 6. Richard Jenyns \| \| \| \| \| \| \| \| \| \| \| \| \| \| \| \| \| \| \| \| \| \| \| \| \| \| \| \| \| \| \| \| \| \| \| \| \| \| \| \| \| \| \| \| \| \| \| \| \| \| \| \| \| \| \| \| \| \| \| \| \| \| \| \| \| \| \| \| \| \| \| \| 26. \| \| \| \| \| \| \| \| \| \| \| \| \| \| \| \| \| \| \| \| \| \| \| \| \| \| \| \| \| \| \| \| \| \| \| \| \| \| \| \| \| \| \| \| \| \| \| \| \| \| \| \| \| \| \| \| \| \| \| \| \| \| \| \| \| \| \| \| \| \| \| \| 13. Alicia Spencer \| \| \| \| \| \| \| \| \| \| \| \| \| \| \| \| \| \| \| \| \| \| \| \| \| \| \| \| \| \| \| \| \| \| \| \| \| \| \| \| \| \| \| \| \| \| \| \| \| \| \| \| \| \| \| \| \| \| \| \| \| \| \| \| \| \| \| \| \| \| \| \| 27. \| \| \| \| \| \| \| \| \| \| \| \| \| \| \| \| \| \| \| \| \| \| \| \| \| \| \| \| \| \| \| \| \| \| \| \| \| \| \| \| \| \| \| \| \| \| \| \| \| \| \| \| \| \| \| \| \| \| \| \| \| \| \| \| \| \| \| \| \| \| \| \| 3. Sarah Jennings \| \| \| \| \| \| \| \| \| \| \| \| \| \| \| \| \| \| \| \| \| \| \| \| \| \| \| \| \| \| \| \| \| \| \| \| \| \| \| \| \| \| \| \| \| \| \| \| \| \| \| \| \| \| \| \| \| \| \| \| \| \| \| \| \| \| \| \| \| \| \| \| 28. \| \| \| \| \| \| \| \| \| \| \| \| \| \| \| \| \| \| \| \| \| \| \| \| \| \| \| \| \| \| \| \| \| \| \| \| \| \| \| \| \| \| \| \| \| \| \| \| \| \| \| \| \| \| \| \| \| \| \| \| \| \| \| \| \| \| \| \| \| \| \| \| 14. \| \| \| \| \| \| \| \| \| \| \| \| \| \| \| \| \| \| \| \| \| \| \| \| \| \| \| \| \| \| \| \| \| \| \| \| \| \| \| \| \| \| \| \| \| \| \| \| \| \| \| \| \| \| \| \| \| \| \| \| \| \| \| \| \| \| \| \| \| \| \| \| 29. \| \| \| \| \| \| \| \| \| \| \| \| \| \| \| \| \| \| \| \| \| \| \| \| \| \| \| \| \| \| \| \| \| \| \| \| \| \| \| \| \| \| \| \| \| \| \| \| \| \| \| \| \| \| \| \| \| \| \| \| \| \| \| \| \| \| \| \| \| \| \| \| 7. Frances Thornhurst \| \| \| \| \| \| \| \| \| \| \| \| \| \| \| \| \| \| \| \| \| \| \| \| \| \| \| \| \| \| \| \| \| \| \| \| \| \| \| \| \| \| \| \| \| \| \| \| \| \| \| \| \| \| \| \| \| \| \| \| \| \| \| \| \| \| \| \| \| \| \| \| 30. \| \| \| \| \| \| \| \| \| \| \| \| \| \| \| \| \| \| \| \| \| \| \| \| \| \| \| \| \| \| \| \| \| \| \| \| \| \| \| \| \| \| \| \| \| \| \| \| \| \| \| \| \| \| \| \| \| \| \| \| \| \| \| \| \| \| \| \| \| \| \| \| 15. \| \| \| \| \| \| \| \| \| \| \| \| \| \| \| \| \| \| \| \| \| \| \| \| \| \| \| \| \| \| \| \| \| \| \| \| \| \| \| \| \| \| \| \| \| \| \| \| \| \| \| \| \| \| \| \| \| \| \| \| \| \| \| \| \| \| \| \| \| \| \| \| 31. \| \| \| \| \| \| \| \| \| \| \| \| \| \| \| \| \| \| \| \| \| \| \| \| \| \| \| \| \| \| \| \| \| \| \| \| \| \| \| \| \| \| \| \| \| \| \| \| \| \| \| \| |                                                   |  |  |  |  |  |  |  |  |  |  |  |                      |  |  |  |
| |                                                   |  |  |  |  |  |  |  |  |  |  |  | 16. Jasper Churchill |  |  |  |
| |                                                   |  |  |  |  |  |  |  |  |  |  |  |                      |  |  |  |
| |                                                   |  |  |  |  |  |  |  |  |  |  |  |                      |  |  |  |
| |                                                   |  |  |  |  |  |  |  |  |  |  |  |                      |  |  |  |
| | 8. John Churchill                                 |  |  |  |  |  |  |  |  |  |  |  |                      |  |  |  |
| |                                                   |  |  |  |  |  |  |  |  |  |  |  |                      |  |  |  |
| |                                                   |  |  |  |  |  |  |  |  |  |  |  |                      |  |  |  |
| |                                                   |  |  |  |  |  |  |  |  |  |  |  |                      |  |  |  |
| | 17. Elizabeth Chaplet                             |  |  |  |  |  |  |  |  |  |  |  |                      |  |  |  |
| |                                                   |  |  |  |  |  |  |  |  |  |  |  |                      |  |  |  |
| |                                                   |  |  |  |  |  |  |  |  |  |  |  |                      |  |  |  |
| |                                                   |  |  |  |  |  |  |  |  |  |  |  |                      |  |  |  |
| | 4. Winston Churchill                              |  |  |  |  |  |  |  |  |  |  |  |                      |  |  |  |
| |                                                   |  |  |  |  |  |  |  |  |  |  |  |                      |  |  |  |
| |                                                   |  |  |  |  |  |  |  |  |  |  |  |                      |  |  |  |
| |                                                   |  |  |  |  |  |  |  |  |  |  |  |                      |  |  |  |
| | 18.                                               |  |  |  |  |  |  |  |  |  |  |  |                      |  |  |  |
| |                                                   |  |  |  |  |  |  |  |  |  |  |  |                      |  |  |  |
| |                                                   |  |  |  |  |  |  |  |  |  |  |  |                      |  |  |  |
| |                                                   |  |  |  |  |  |  |  |  |  |  |  |                      |  |  |  |
| | 9. Sarah Winston                                  |  |  |  |  |  |  |  |  |  |  |  |                      |  |  |  |
| |                                                   |  |  |  |  |  |  |  |  |  |  |  |                      |  |  |  |
| |                                                   |  |  |  |  |  |  |  |  |  |  |  |                      |  |  |  |
| |                                                   |  |  |  |  |  |  |  |  |  |  |  |                      |  |  |  |
| | 19.                                               |  |  |  |  |  |  |  |  |  |  |  |                      |  |  |  |
| |                                                   |  |  |  |  |  |  |  |  |  |  |  |                      |  |  |  |
| |                                                   |  |  |  |  |  |  |  |  |  |  |  |                      |  |  |  |
| |                                                   |  |  |  |  |  |  |  |  |  |  |  |                      |  |  |  |
| | 2. John Churchill, Công tước thứ 1 xứ Marlborough |  |  |  |  |  |  |  |  |  |  |  |                      |  |  |  |
| |                                                   |  |  |  |  |  |  |  |  |  |  |  |                      |  |  |  |
| |                                                   |  |  |  |  |  |  |  |  |  |  |  |                      |  |  |  |
| |                                                   |  |  |  |  |  |  |  |  |  |  |  |                      |  |  |  |
| | 20.                                               |  |  |  |  |  |  |  |  |  |  |  |                      |  |  |  |
| |                                                   |  |  |  |  |  |  |  |  |  |  |  |                      |  |  |  |
| |                                                   |  |  |  |  |  |  |  |  |  |  |  |                      |  |  |  |
| |                                                   |  |  |  |  |  |  |  |  |  |  |  |                      |  |  |  |
| | 10.                                               |  |  |  |  |  |  |  |  |  |  |  |                      |  |  |  |
| |                                                   |  |  |  |  |  |  |  |  |  |  |  |                      |  |  |  |
| |                                                   |  |  |  |  |  |  |  |  |  |  |  |                      |  |  |  |
| |                                                   |  |  |  |  |  |  |  |  |  |  |  |                      |  |  |  |
| | 21.                                               |  |  |  |  |  |  |  |  |  |  |  |                      |  |  |  |
| |                                                   |  |  |  |  |  |  |  |  |  |  |  |                      |  |  |  |
| |                                                   |  |  |  |  |  |  |  |  |  |  |  |                      |  |  |  |
| |                                                   |  |  |  |  |  |  |  |  |  |  |  |                      |  |  |  |
| | 5. Elizabeth Drake                                |  |  |  |  |  |  |  |  |  |  |  |                      |  |  |  |
| |                                                   |  |  |  |  |  |  |  |  |  |  |  |                      |  |  |  |
| |                                                   |  |  |  |  |  |  |  |  |  |  |  |                      |  |  |  |
| |                                                   |  |  |  |  |  |  |  |  |  |  |  |                      |  |  |  |
| | 22.                                               |  |  |  |  |  |  |  |  |  |  |  |                      |  |  |  |
| |                                                   |  |  |  |  |  |  |  |  |  |  |  |                      |  |  |  |
| |                                                   |  |  |  |  |  |  |  |  |  |  |  |                      |  |  |  |
| |                                                   |  |  |  |  |  |  |  |  |  |  |  |                      |  |  |  |
| | 11.                                               |  |  |  |  |  |  |  |  |  |  |  |                      |  |  |  |
| |                                                   |  |  |  |  |  |  |  |  |  |  |  |                      |  |  |  |
| |                                                   |  |  |  |  |  |  |  |  |  |  |  |                      |  |  |  |
| |                                                   |  |  |  |  |  |  |  |  |  |  |  |                      |  |  |  |
| | 23.                                               |  |  |  |  |  |  |  |  |  |  |  |                      |  |  |  |
| |                                                   |  |  |  |  |  |  |  |  |  |  |  |                      |  |  |  |
| |                                                   |  |  |  |  |  |  |  |  |  |  |  |                      |  |  |  |
| |                                                   |  |  |  |  |  |  |  |  |  |  |  |                      |  |  |  |
| | 1. Henrietta Churchill                            |  |  |  |  |  |  |  |  |  |  |  |                      |  |  |  |
| |                                                   |  |  |  |  |  |  |  |  |  |  |  |                      |  |  |  |
| |                                                   |  |  |  |  |  |  |  |  |  |  |  |                      |  |  |  |
| |                                                   |  |  |  |  |  |  |  |  |  |  |  |                      |  |  |  |
| | 24. John Jennings                                 |  |  |  |  |  |  |  |  |  |  |  |                      |  |  |  |
| |                                                   |  |  |  |  |  |  |  |  |  |  |  |                      |  |  |  |
| |                                                   |  |  |  |  |  |  |  |  |  |  |  |                      |  |  |  |
| |                                                   |  |  |  |  |  |  |  |  |  |  |  |                      |  |  |  |
| | 12. John Jennings                                 |  |  |  |  |  |  |  |  |  |  |  |                      |  |  |  |
| |                                                   |  |  |  |  |  |  |  |  |  |  |  |                      |  |  |  |
| |                                                   |  |  |  |  |  |  |  |  |  |  |  |                      |  |  |  |
| |                                                   |  |  |  |  |  |  |  |  |  |  |  |                      |  |  |  |
| | 25. Anne Brouncker                                |  |  |  |  |  |  |  |  |  |  |  |                      |  |  |  |
| |                                                   |  |  |  |  |  |  |  |  |  |  |  |                      |  |  |  |
| |                                                   |  |  |  |  |  |  |  |  |  |  |  |                      |  |  |  |
| |                                                   |  |  |  |  |  |  |  |  |  |  |  |                      |  |  |  |
| | 6. Richard Jenyns                                 |  |  |  |  |  |  |  |  |  |  |  |                      |  |  |  |
| |                                                   |  |  |  |  |  |  |  |  |  |  |  |                      |  |  |  |
| |                                                   |  |  |  |  |  |  |  |  |  |  |  |                      |  |  |  |
| |                                                   |  |  |  |  |  |  |  |  |  |  |  |                      |  |  |  |
| | 26.                                               |  |  |  |  |  |  |  |  |  |  |  |                      |  |  |  |
| |                                                   |  |  |  |  |  |  |  |  |  |  |  |                      |  |  |  |
| |                                                   |  |  |  |  |  |  |  |  |  |  |  |                      |  |  |  |
| |                                                   |  |  |  |  |  |  |  |  |  |  |  |                      |  |  |  |
| | 13. Alicia Spencer                                |  |  |  |  |  |  |  |  |  |  |  |                      |  |  |  |
| |                                                   |  |  |  |  |  |  |  |  |  |  |  |                      |  |  |  |
| |                                                   |  |  |  |  |  |  |  |  |  |  |  |                      |  |  |  |
| |                                                   |  |  |  |  |  |  |  |  |  |  |  |                      |  |  |  |
| | 27.                                               |  |  |  |  |  |  |  |  |  |  |  |                      |  |  |  |
| |                                                   |  |  |  |  |  |  |  |  |  |  |  |                      |  |  |  |
| |                                                   |  |  |  |  |  |  |  |  |  |  |  |                      |  |  |  |
| |                                                   |  |  |  |  |  |  |  |  |  |  |  |                      |  |  |  |
| | 3. Sarah Jennings                                 |  |  |  |  |  |  |  |  |  |  |  |                      |  |  |  |
| |                                                   |  |  |  |  |  |  |  |  |  |  |  |                      |  |  |  |
| |                                                   |  |  |  |  |  |  |  |  |  |  |  |                      |  |  |  |
| |                                                   |  |  |  |  |  |  |  |  |  |  |  |                      |  |  |  |
| | 28.                                               |  |  |  |  |  |  |  |  |  |  |  |                      |  |  |  |
| |                                                   |  |  |  |  |  |  |  |  |  |  |  |                      |  |  |  |
| |                                                   |  |  |  |  |  |  |  |  |  |  |  |                      |  |  |  |
| |                                                   |  |  |  |  |  |  |  |  |  |  |  |                      |  |  |  |
| | 14.                                               |  |  |  |  |  |  |  |  |  |  |  |                      |  |  |  |
| |                                                   |  |  |  |  |  |  |  |  |  |  |  |                      |  |  |  |
| |                                                   |  |  |  |  |  |  |  |  |  |  |  |                      |  |  |  |
| |                                                   |  |  |  |  |  |  |  |  |  |  |  |                      |  |  |  |
| | 29.                                               |  |  |  |  |  |  |  |  |  |  |  |                      |  |  |  |
| |                                                   |  |  |  |  |  |  |  |  |  |  |  |                      |  |  |  |
| |                                                   |  |  |  |  |  |  |  |  |  |  |  |                      |  |  |  |
| |                                                   |  |  |  |  |  |  |  |  |  |  |  |                      |  |  |  |
| | 7. Frances Thornhurst                             |  |  |  |  |  |  |  |  |  |  |  |                      |  |  |  |
| |                                                   |  |  |  |  |  |  |  |  |  |  |  |                      |  |  |  |
| |                                                   |  |  |  |  |  |  |  |  |  |  |  |                      |  |  |  |
| |                                                   |  |  |  |  |  |  |  |  |  |  |  |                      |  |  |  |
| | 30.                                               |  |  |  |  |  |  |  |  |  |  |  |                      |  |  |  |
| |                                                   |  |  |  |  |  |  |  |  |  |  |  |                      |  |  |  |
| |                                                   |  |  |  |  |  |  |  |  |  |  |  |                      |  |  |  |
| |                                                   |  |  |  |  |  |  |  |  |  |  |  |                      |  |  |  |
| | 15.                                               |  |  |  |  |  |  |  |  |  |  |  |                      |  |  |  |
| |                                                   |  |  |  |  |  |  |  |  |  |  |  |                      |  |  |  |
| |                                                   |  |  |  |  |  |  |  |  |  |  |  |                      |  |  |  |
| |                                                   |  |  |  |  |  |  |  |  |  |  |  |                      |  |  |  |
| | 31.                                               |  |  |  |  |  |  |  |  |  |  |  |                      |  |  |  |
| |                                                   |  |  |  |  |  |  |  |  |  |  |  |                      |  |  |  |
| |                                                   |  |  |  |  |  |  |  |  |  |  |  |                      |  |  |  |